# On Your Wedding Day
Pour plus de détails, voir Fiche technique et Distribution.
On Your Wedding Day (hangeul : 너의 결혼식 ; RR : Neoui Gyeolhonsik, littéralement « Votre mariage ») est une comédie romantique sud-coréenne écrite et réalisée par Lee Seok-geun, sortie le 22 août 2018 en Corée du Sud.
Elle est en tête du box-office sud-coréen de 2018 lors de sa première semaine d'exploitation.

## Synopsis
Un homme (Kim Young-kwang) reçoit une proposition de mariage de son premier amour (Park Bo-young) qu'il a rencontré au lycée.

## Distribution
- Park Bo-young : Hwan Seung-hee
- Kim Young-kwang : Hwang Woo-yeon
- Kang Ki-young : Ok Geun-nam
- Ko Kyu-Phill : Goo Gong-ja
- Jang Sungbum : Choi Su-pyo
- Cha Yup : Lee Taek-gi
- Seo Eun-soo : Park Min-kyung, l'ex-petite amie de Woo-yeon

## Production
La pré-production débute en 2015. Kang Ha-neul refuse le rôle principal. Les acteurs Park Bo-young et Kim Young-kwang avaient déjà joué ensemble en 2014 dans Hot Young Bloods (en). Le tournage a lieu du 18 septembre au 3 décembre 2017.

## Réception
Le film sort dans les salles sud-coréennes le 22 août 2018. Il attire 99 318 spectateurs lors de sa première journée d'exploitation et termine premier avec des recettes de 794 127 $, légèrement devant  The Witness.